# Izumi Sakai
Sachiko Kamachi (蒲池 幸子, Kamachi Sachiko, 6 de febrer 1967 – 27 de maig de 2007), coneguda professionalment com Izumi Sakai (坂井 泉水, Sakai Izumi) era una cantant pop japonesa, compositora i membre del grup de Zard. Com que Sakai va ser l'única membre que es va quedar al grup, mentre que uns altres es van unir i van sortir regularment, es pot fer referència a Zard i Sakai de manera intercanviable. Va ser l'artista de gravació femenina que millor va vendres ens els anys noranta i va vendre més de 37 milions de còpies, convertint-la en una de les artistes de música amb millors vendes del Japó de tots els temps.

## Biografia
Nascuda a Kurume, Fukuoka, Japó, Sakai va créixer a Hadano, Kanagawa. El seu pare era instructor de conducció i tenia un germà i una germana més petits. Després de la seva mort, una veïna va recordar com de popular i bonica Sakai havia estat a l'escola primària. També va ser atlètica, unint-se a l'equip de pista i camp a la secundària i jugant a tennis a l'institut. Després de graduar-se a Shoin Women College (actualment la universitat Shoin) a la ciudat d'Atsugi, Kanagawa, Sakai va treballar a una oficina de la companyia immobiliària durant dos anys abans de ser escollida per Stardust Promotion.
Al llarg de la seva vida, Sakai va romandre amb la seva família, vivint modestament i majoritàriament fora dels ulls del públic. Quan va assolir l'èxit professional, va ajudar a pagar la renovació de la casa dels pares. Els que la van conèixer diuen que cada dia passava pel metro, sovint duent samarretes i un maquillatge mínim. No portava cap maquillatge en les set aparicions televisives que va fer durant la seva vida. Al promocionar el seu tercer senzill, "Mō Sagasanai", i el primer àlbum, Good-bye My Loneliness, el 6 de febrer de 1991, va portar ulleres a l'entrevista de televisió, explicant que no havia dormit la nit anterior. També va indicar que sovint dormia al matí més que al vespre.
Sakai tenia una personalitat completa. Va començar a tocar el piano als quatre anys i sent molt jove ja aspirava a ser músic. Va visitar galeries, va assistir a produccions teatrals, va fer flors seques i va pintar a l'oli en el seu temps lliure. També va declarar que una de les raons que no li agradava viatjar era que no estava acostumada a menjar sashimi i preferia el menjar cuinat. Com que gairebé no se la va veure en públic, hi havia moltes teories de conspiració al Japó que les obres de Zard no eren produïdes per la dona que figurava (Sakai): es van referir a ella com una llegenda urbana.
Sakai semblava tímida. A la seva primera aparició a Music Station, se li va preguntar per què va trigar tant temps a aparèixer devant una càmera. Ella va respondre que primer volia assegurar-se que el projecte Zard triomfaria. En les altres sis entrevistes, Sakai va expressar timidesa devant la càmera. De fet, un membre del personal va revelar que quan Sakai va veure tanta gent alineant-se per la seva gira de concerts el 2004, es va amagar. Després d'alguns esforços, va poder acostar-se a la multitud i agrair-los que vinguessin. No obstant això, la seva timidesa no es reflectia en incapacitat de treballar bé amb els altres.

### Carrera professional
Durant els següents dos anys després de ser descoberta per caçatalents, va ser una "reina karaoke" de Toei i una model promocional apareixent a les publicitats de televisió de Japan Air System. L'any següent Sakai va ser una reina de la cursa de Nissin. El 1990, Daiko Nagato, productor musical de Being Corporation, va notar el seu potencial com a cantant i compositora. Amb aquesta connexió, va crear la filial de Being anomenada Sensui (els mateixos personatges de Kanji que Izumi) i va començar la seva carrera prenent el nom d'Izumi Sakai. A més de prendre un nou nom, Sakai va modificar el seu any de naixement del 1967 al 1969.
El 1991, Sakai es va incorporar al grup pop de cinc membres Zard com a vocalista principal. El nom del grup no tenia cap significat concret, tret que Sakai sentís que la paraula Zard sonava com un grup de rock. Ella també va prendre aquest nom derivat de paraules angleses com "blizzard" (bombolla) i "wizzard" (bruixot). El nom del grup es va convertir ràpidament en sinònim de la mateixa Sakai, i Sakai va escriure la lletra a totes les cançons de Zard, excepte Onna de Itai i Koionna no Yuuutsu, totes dues escrites per Daria Kawashima. El 1993, els quatre membres de la banda masculina van deixar el grup, però Sakai va optar per mantenir el nom de Zard al llarg de la seva carrera. Izumi Sakai era l'únic membre de Zard en el moment del debut de la banda, tot i que entre finals del 1991 i principis del 1993 es van introduir quatre membres.
Les melodies dels primers èxits de Zard van ser escrites per destacats compositors japonesos, sobretot Seiichirō Kuribayashi i Tetsurō Oda. Izumi Sakai va escriure gairebé totes les lletres de les cançons de Zard, per un total de més de cent cinquanta. Un veterà productor de gravació va descriure que, mentre que la majoria dels artistes es comuniquen a través del vidre transparent de l'estudi de gravació, Sakai preferia cobrir el vidre amb una cortina.
El seu primer senzill de 1991, "Good-bye My Loneliness" (Adéu la meva solitud), es va vendre molt bé, però els seus dos següents van fallar. El vídeo de promoció Good-by My Loneliness representa un Sakai juvenil i enèrgica. Una dècada després del seu debut, va enumerar aquesta cançó com una de les seves peces més memorables, sobretot perquè va haver de cantar-la més de cent vegades per aconseguir la gravació. El seu quart single, "Nemurenai Yoru o Daite" (Mantén-me durant la nit sense dormir) va tenir un gran èxit i va provocar quatre aparicions a la televisió.
Izumi Sakai va llançar "Makenaide" el 27 de gener de 1993, el seu sisè senzill que va fer una crida al públic japonès. Llançat en un moment que ara es coneix com l'inici de l'era de la bombolla econòmica posterior del Japó quan l'índex Nikkei 225 s'havia reduït en un valor en un terç en només tres anys, "Makenaide" (No donar-se per vençut) va fer coneguda com la cançó temàtica de la dècada perduda del país. Mentre Sakai va comentar al programa de televisió Music Station que seria una cançó per animar els homes a fer exàmens de feina a la universitat i la companyia, moltes persones van dir que aquesta cançó els va ajudar a fer front a problemes difícils com l'assetjament escolar. El que destaca sobre "Makenaide" és que la frase preferida dels fans de Zard, "Run through Until the End" (corre fins al final), era originalment "Don't Give Up until the End" (no et rendeixis fins al final). "Makenaide" s'ha utilitzat com a cançó temàtica del programa de Nippon Television 24 hores per a la televisió, un programa de caritat anual que ha estat organitzat en directe per celebritats durant tot un dia. Sakai va dir que va ser honrada i esperava veure la televisió les 24 hores. "Makenaide" va vendre prop de 2 milions d'exemplars.
Sakai va produir 42 senzills i 11 àlbums i 5 recopilacions durant la seva vida. A més de "Makenaide", va produir altres dos senzills que van vendre més d'un milió d'exemplars. Sis dels seus àlbums, així com les seves tres primeres recopilacions, també van superar el milió. Les vendes de CD de Sakai havien estat en caiguda des del 2000, però la seva mort va provocar un augment de les vendes dels CD.

### Aparicions a la televisió
- Estació de música (TV Asahi), "Nemurenai Yoru o Daite", 7 d'agost de 1992
- Estació de música (TV Asahi), "Nemurenai Yoru o Daite", 28 d'agost de 1992
- Sound Arena (Fuji TV), "Nemurenai Yoru o Daite", setembre de 1992
- Estació de música (TV Asahi), "Nemurenai Yoru o Daite", 18 de setembre de 1992
- MJ-Music Journal (Fuji TV), "In My Arms Tonight", octubre de 1992
- Music Station (TV Asahi), "In My Arms Tonight", 6 d'octubre de 1992
- Music Station (TV Asahi), "Makenaide", 5 de febrer de 1993

### Mort
Malgrat el seu estil de vida saludable, que incloïa l'abstenció del tabac i l'alcohol, Sakai de vegades estava molt malalta. Segons el llibre oficial Kitto Wasurenai, el 2001 va haver d'aturar la seva carrera temporalment per diverses malalties relacionades amb l'úter i no va començar a treballar a temps complet fins al 2003. Al juny del 2006, se li va diagnosticar un càncer de coll uterí, per al qual es va sotmetre immediatament a un tractament. Semblava que s'havia curat, però va descobrir que el seu càncer s'havia estès als pulmons, cosa que indicava un càncer en l'etapa 5. Va començar a rebre tractament a l'Hospital Universitari Keio a l'abril de 2007, però mai es va recuperar completament.
Sakai va morir el 27 de maig del 2007. La policia va jutjar la seva mort accidental, a causa de la caiguda en una escala d'incendis a l'Hospital Universitari de Keio, on estava fent quimioteràpia. El pendent semblava ser molt relliscós a causa de la pluja del dia abans. Segons la policia, la caiguda va tenir lloc durant una caminada el matí del 26 de maig del 2007, des d'una alçada d'uns 3 metres (aproximadament 9 peus i 10 polzades). Sakai va ser descoberta inconscient al voltant de les 5:40 per un passejant i duta a la sala d'emergències, on va morir la tarda següent per lesions al cap. A causa de la inusual i improbable naturalesa de la seva mort, la policia va investigar per possibilitat de suïcidi, però va concloure que es tractava, efectivament, d'un accident. A un article, la seva mare deia que passejava en rehabilitació i que el lloc on va caure era el seu lloc favorit per meditar. Sakai tenia previst llançar un nou disc a la tardor del 2007, així com llançar la seva primera gira en directe en tres anys. Tenia 40 anys. La seva família estava al seu costat, però es va informar que mai no va recuperar la consciència.
El Zard Official Book: Kitto Wasurenai (きっと忘れない―ZARD OFFICIAL BOOK) es va publicar el 15 d'agost de 2007. Aquest llibre conté temes de 16 anys sobre "la poesia de Izumi Sakai" i "Comentaris del personal que havia ajudat a ZARD".
El 26 de juny es va celebrar un servei commemoratiu tancat a la sala funerària d' Aoyama, Tòquio per als membres de la indústria de l'entreteniment. Hi assistiren celebritats com Maki Ohguro (una altra vocalista femenina que, com Sakai, rarament apareix al públic i escriu la major part del seu propi material). Gairebé com per il·lustrar l'impacte de Sakai en l'escena de la música japonesa i la profunditat de la seva presència, els cantants Tak Matsumoto i Koshi Inaba, membres del popular grup B'z, la cantant pop Mai Kuraki i fins i tot el gegant de beisbol Shigeo Nagashima van deixar missatges de les seves trobades amb Sakai. Els cantants Hikaru Utada i Nanase Aikawa, tot i que no coneixen personalment Sakai, també van publicar declaracions memorials a les seves pàgines web oficials, descrivint com els va impactar la seva mort.
L'endemà es va celebrar un servei de memòria pública per Sakai i va comptar amb la participació d'unes 40.000 persones de tot el Japó.

### Single pòstum: «Glorious Mind»
«Glorious Mind» va ser llançat com a CD senzill pòstum el 12 de desembre de 2007. La cançó es va utilitzar com la cançó temàtica de Detectiu Conan, l'anime japonès preferit de Sakai. La cançó es va emetre amb l'episodi del 15 d'octubre.